# Geir Botnen

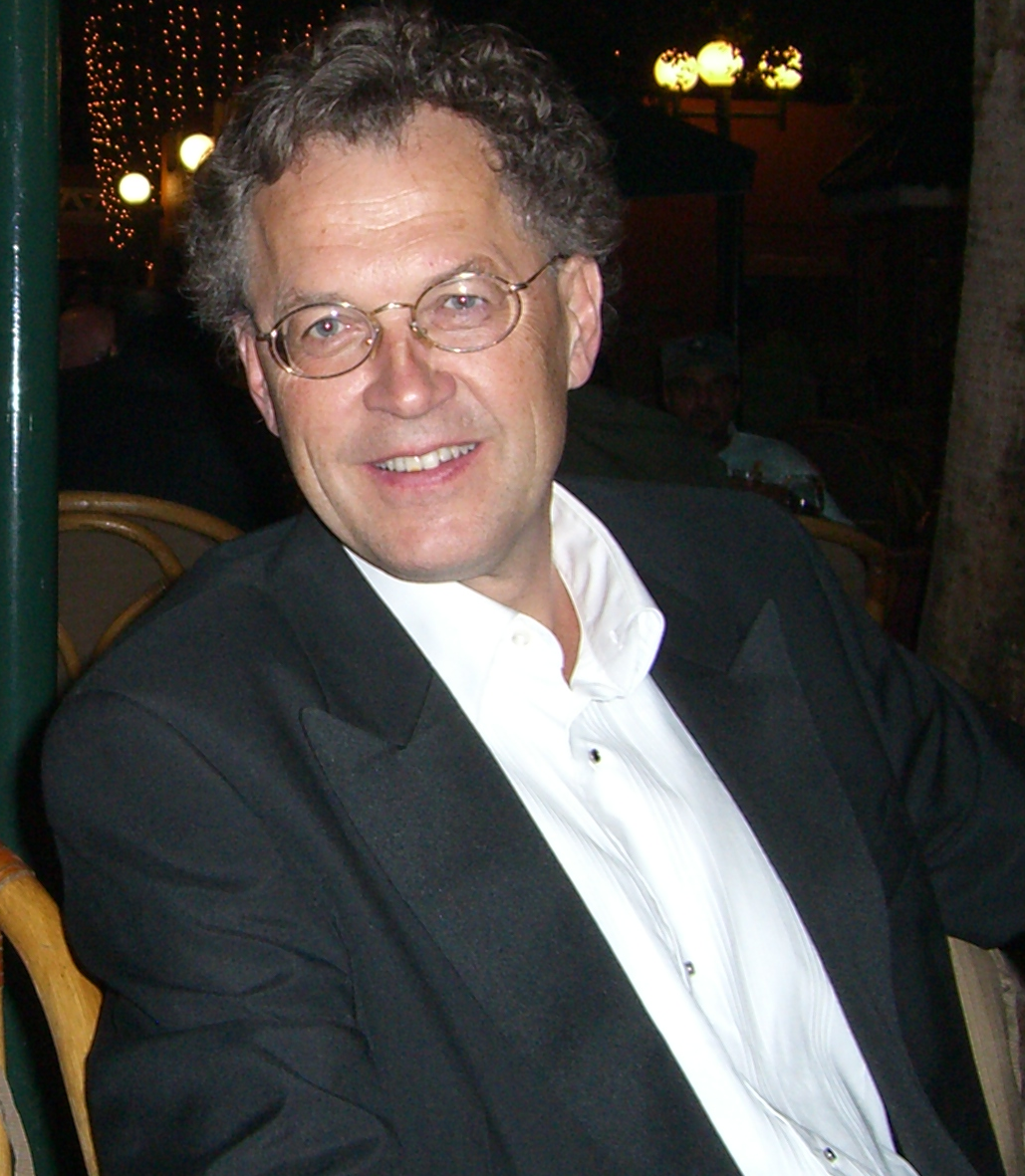
Geir Botnen

Geir Botnen (27 februari 1959) is een bekend pianist in Noorwegen.
Zijn doorbraak was rond het jaar 1985 en hij heeft sindsdien meerdere concerten in Europa, Noord- Amerika en Azië gespeeld. De laatste tijd krijgt hij ook meer bekendheid in Afrika. Botnen speelt klassieke werken van componisten als Edvard Grieg, Geirr Tveitt, Wolfgang Amadeus Mozart en Ludwig van Beethoven.
Van 1978 tot 1983 studeerde Botnen bij de Tsjechische pianist Jiri Hlinka.
Vanwege zijn grote talent werd hij uitgenodigd te spelen met het Bergen Filharmonisch Orkest. In 1982 was hij de eerste Noorse pianist die mocht deelnemen aan de Tsjaikovski-competitie in Moskou. In 1998 heeft Botnen ook een klavier-opleiding bij György Kurtág genoten.
Botnens repertoire reikt van barokmuziek tot modernisme en nog nieuwere werken. Hij heeft opgetreden als solist met meerdere Noorse en buitenlandse symfonieorkesten. Hij heeft onder andere gespeeld met internationaal bekende dirigenten als Alan Gilbert, Arvid Jansons, Dmitri Kitayenko en Edward Serov.